# 삼우종합건축사사무소
삼우종합건축사사무소(SAMOO Architects & Engineers)
건축설계를 비롯하여 도시설계, 실내설계, 엔지니어링, 친환경 설계 등 전 분야에 걸친 Total Solution을 제공하는 글로벌 건축설계사.
1976년 삼성물산 에버랜드 산하 건축연구소로 설립된 이후, 2014년에 정식으로 삼성물산을 모기업으로 삼성그룹에 편입되었으며, 900명이 넘는 우수한 전문 인력을 바탕으로 8,000여 개 이상의 프로젝트를 수행해 왔다.
100건이 넘는 수상 실적은 삼우가 지난 50여 년간 쌓아 온 디자인 역량을 말해 주고 있으며, 특히 국내 건축사사무소 중 최초로 세계 3대 디자인상인 Red Dot Award, iF Design Award, IDEA를 모두 수상하며 우수한 디자인을 세계에 알렸다.
또한 건축설계뿐만 아니라 반도체, 제약 공장 등 최첨단 산업시설 설계에도 풍부한 경험을 보유하고 있다. 미국소비자기술협회(CTA) 주관의 세계 최대 IT·가전 전시회인 CES에서 혁신상을 수상하며 건축 기술의 혁신과 미래 가치를 인정받은 바 있다.
2015년 영국 Building Design이 선정하는 ‘World Architecture Top 100’에서 세계 15위, 아시아태평양 지역 내 2위, Science Market 부문 세계1위로 선정되었다.

## 연혁[2]
- 1976년 - 삼우건축연구소 설립
- 1979년 - 해외건설업(건설용역업) 면허 취득
- 1979년 - 첫 해외 프로젝트 수주로 중동 진출
- 1982년 - 회사명 변경: (주)삼우설계
- 1985년 - 회사명 변경: (주)삼우종합건축사사무소
- 1988년 - 구조, 설비, 전기 부문 전문기술용역업 등록(과학기술처)
- 1989년 - 산학 협동 시작
- 1993년 - 건축 전면 책임감리 전문회사 등록(건설부)
- 1993년 - 엔지니어링 활동 주체 신고
- 1994년 - 해외 첫 현지 법인 설립: 미국 뉴욕
- 1996년 - CI 및 영문 회사명 변경(SAMOO Architects & Engineers)
- 1998년 - ISO 9001 인증획득
- 1998년 - 종합감리전문회사 등록
- 2004년 - 제1회 삼우디자인워크샵(SDW) 시행
- 2004년 - 중국 상해 대표처 설립
- 2004년 - ISO 14001 인증획득
- 2005년 - 제1회 삼우디자인어워드(SDA) 시행
- 2006년 - BIM(Building Information Modeling) 도입
- 2007년 - 해외사업장 확대 개편(뉴욕, 두바이, 상하이)
- 2010년 - 베트남 지사 설립
- 2014년 - 북경 지사 설립
- 2014년 - 삼성계열 편입
- 2016년 - 세계3대 디자인상 석권(Red Dot, iF Design Award, IDEA)
- 2016년 - 창립 40주년
- 2018년 - 본사 이전 (강동 ECT)
- 2018년 - 말레이시아 지사 설립
- 2021년 - 삼우 VISION 2025, NEW CI 선포
- 2022년 - 미래사업전략 선포

## 대표작[3]
- 1985년 - 인천시청사
- 1990년 - 제주신라호텔
- 1993년 - 대전엑스포 마스터플랜
- 1995년 - 삼성서울병원, 글래스타워
- 1998년 - 정부대전청사
- 2001년 - 수원월드컵경기장, 인천국제공항 교통센터
- 2002년 - 서울시립미술관, 타워팰리스
- 2004년 - 삼성미술관 리움, 대구오페라하우스, 국민연금 부산회관
- 2006년 - 자갈치시장, 고려대학교 하나스퀘어, 한국예술종합학교, 분당 타임브릿지
- 2008년 - 휘닉스 아일랜드 빌라콘도, 국가기록원 나라기록관, 금호아시아나 본관, 서초 삼성타운, 국립과천과학관
- 2009년 - 뉴욕코리아센터, 그린투모로우, 가락시장 시설현대화사업, 행정중심복합도시 국립도서관, 명동예술극장
- 2010년 - NHN 그린팩토리, 경주예술의전당, 창원과학체험관, 국립고흥청소년우주체험센터
- 2011년 - 파주문산행복센터, KBS전주방송총국, 서울특별시 서남병원
- 2012년 - 디큐브시티, 남원 스위트 호텔, 글로벌 엔지니어링 센터, 국립생태원 생태체험관
- 2013년 - 국립세종도서관, 극지연구소, 동대문 디자인 플라자, 서울시립 북서울미술관
- 2014년 - 한국가스공사, 한국관광공사, 한국동서발전
- 2015년 - 세종시 대통령기록관, 서초 더샵 포레 아파트, 광화문 D타워
- 2016년 - 삼성바이오로직스, 코레일유통 본사, 을지대병원 암센터
- 2017년 - 서울동부지방검찰청, 서울동부지방법원, 하나금융그룹 통합데이터센터
- 2018년 - 대구은행 DGB 혁신센터, 서울 식물원, 계명대 동산의료원
- 2019년 - 엑스코 제2전시장, 제주 신라면세점, 풀무원 오송연구소
- 2020년 - 현대 프리미엄 아울렛 남양주, 파크원, KB국민은행 통합사옥
- 2021년 - 부산 에코델타 스마트 빌리지(EDC), 기아자동차 판매시설 신규 SI 1S
- 2022년 - 네이버 1784, 세계유교선비문화공원 및 한국문화테마파크, 펄어비스 HQ
- 2023년 - 국립세계문자박물관, 한국은행 경기본부 행사, 카카오 데이터센터
- 2024년 - 삼성디스플레이, 카카오 AI캠퍼스,  IBK 하남 데이터센터

## 수상 실적[4]
- 2016 iF Design Award 2016 - 삼성화재 글로벌캠퍼스
- 2016 International Design Excellence Award(IDEA) 2016 Bronze - 대통령기록관
- 2016 MIPIM Asia Awards 2016 - 서울 가락시장 현대화사업
- 2017 MIPIM Asia Awards 2017 - 대구 크리에이티브 캠퍼스
- 2018 German Design Award 2018 - 대통령기록관, 삼우 40주년 기념 작품집
- 2018 IDA DESIGN AWARDS 2018 - 국립 세계 문자 박물관
- 2019 제37회 서울특별시 건축상 - 서울식물원
- 2019 iF Design Award 2019 - 대구 크리에이티브 캠퍼스
- 2019 IDEA(International Design Excellence Awards) 2019, Gold Award - Visionary City for UIA Seoul
- 2020 제25회 경기도 건축문화상 대상 - 수원컨벤션센터
- 2020 BIM 어워드 2020 대상 - 순천향대학교 부속 새병원
- 2021 iF Design Award 2021 - 서울식물원
- 2021 BIM 어워드 2021 최우수상 - 카카오 데이터센터
- 2022 한국건축문화대상 대상 - 네이버 1784
- 2022 스마트시티 SOC-ICT 우수기업, 스마트시티 건설부문 국토교통부 장관상
- 2022 BIM 어워드 2022 우수상 - 스마트건설지원센터
- 2023 iF Design Award 2023 - 네이버 1784, 기아 STORE IDENTITY, 삼우 메타버스 뮤지엄
- 2023 Red Dot Design Award 2023 - 네이버 1784
- 2023 산업통상자원부 장관상(2023 첨단안전산업 제품 및 기술 대상) - SAFE GROUND(ArchitecTwin)
- 2024 iF Design Award 2024 - 국립세계문자박물관, FIT Platform, Mobile Modular Office
- 2024 Red Dot Design Award 2024 'Best of Best' - FIT Platform, ArchitecTwin
- 2024 Red Dot Design Award 2024 - 국립세계문자박물관, 카카오 데이터센터, Data Meta Design
- 2025 CES Innovation Awards 2025 - FIT Platform
- 2025 iF Design Award 2025 - Carbonomy
- 2025 Red Dot Design Award 2025 'Best of Best' - Carbonomy
- 2025 Red Dot Design Award 2025 - b.Grid, SAMOO POC in Seongsu